# Eulophia katangensis
Eulophia katangensis là một loài thực vật có hoa trong họ Lan. Loài này được (De Wild.) De Wild. mô tả khoa học đầu tiên năm 1919.